# 獵殺星期一
《獵殺星期一》（英語：What Happened to Monday，在法國記作）是一部2017年英國、美國、法國和比利時合拍的科幻驚悚片，由湯米·維爾柯拉執導，麥斯·波特金和凱瑞·威廉姆森撰寫劇本。電影主演包括歐蜜·瑞佩斯、威廉·達佛與葛倫·克蘿絲。
法國片商SND擁有全球銷售權。美國的發行權由美國Netflix獲得，於2017年8月18日在美國Netflix上線。

## 劇情
故事設定於不久的將來，因基改食物造成未來的人類家庭普遍誕育多胞胎引起嚴重的人口問題。政府為了處理這種問題基於人口過剩而推行大規模的一胎化政策。全球每個家庭只能有一個小孩，超額小孩只要被發現就會被當局給強行帶走。泰倫斯的女兒在產下七胞胎後因難產而過世，泰倫斯為了保護他的七名孫女便在公寓內開始教會她們生存之道。七胞胎的名字是由星期一至星期天來命名，並且每天按照自己的名字輪流外出活動。在家裡可以隨自己喜愛穿著打扮；但在外頭必須共用「凱倫·賽特曼」這個身份的同時想盡辦法掩飾以不讓配額局給發現。
時間過去後，七姊妹三十歲時泰倫斯已經病逝，她們則以「凱倫·賽特曼」這個身份在銀行工作。某天，星期一出門去銀行上班後失蹤，配額局也沒因多胞胎的身份洩漏派人來清理；隔天星期二去銀行想盡辦法打探消息卻被配額局探員給抓走並取下左眼。配額局隨後派遣四人小隊帶著星期二的眼球來開啟七姊妹居所的電子門鎖入屋清除剩餘五個人，一番激戰後，配額局清理小隊被五姊妹給殲滅，但星期日被流彈給擊中倒臥在星期四的懷中。
隔天星期三來到銀行同事傑瑞的家中得知「凱倫·賽特曼」私下非法轉移大量資金給配額局的首長凱曼，此時傑瑞被配額局給狙殺，星期三在逃亡途中跳躍到隔棟大樓時中槍摔落地面身亡；同時配額局的隊員阿德里安來到賽特曼姊妹的住所找他的女友，星期六為了打探出阿德里安是與她的哪一位姊妹正在交往以及協助入侵配額局網路而偽裝身份來到阿德里安家中，一番巫山雲雨後，阿德里安離開，而星期六也得知和阿德里安交往的是星期一，並且也透過配額局網站得知星期一其實還活著，此時配額局三人小組來到阿德里安的家中一槍擊穿星期六的頭部；配額局調派大部隊包圍賽特曼姊妹的住所，星期五為了使星期四逃脫，她將她們七姊妹們的所有的生活照片都傳送到星期四的手環上，星期五在設下炸彈陷阱與配額局攻堅部隊同歸於盡，好讓星期四能夠成功逃出包圍。
逃出住所的星期四潛伏到阿德里安的車上，她發現阿德里安對自己與她的姊妹們的詳細資訊與整件事發經過並不知情，於是兩人合作要找出星期一與星期二的下落的同時時也要調查出配額局背後的重大秘密。阿德里安將偽裝成遺體的星期四偷運入配額局的冷凍休眠中心，他們這才發現所謂的冷凍休眠其實是以超高溫火焰將沉睡中的超額小孩直接燒為灰燼的真相。而且起初發現網站畫面的星期一其實是星期二，兩人救出被禁錮的星期二後，星期四從星期二的口中了解她被禁錮的過程，這才得知是星期一背叛她們六姊妹們與配額局合作的事實真相。
得知所有事發經過的星期四決定與星期二與阿德里安合作，他們立刻兵分兩路向大眾把真相給全數揭開，星期二與阿德里安在電腦機房將星期四拍下的將超額小孩直接燒成灰燼的真相在卡曼的演說會場上播放出來；星期四在前往演說會場途中的廁所與星期一相遇，星期四指摘星期一出賣她們的姊妹們的行為與她開始扭打爭執，經過一陣打鬥後星期四來到演說會場，卡曼在群眾一陣驚呼聲中昏倒在地，星期一舉著左輪手槍進會場準備向星期四開槍時卻被配額局探員以一槍擊中右腹，阿德里安則開兩槍將配額局探員給射殺。
星期一在傷勢過重時告訴星期四說出她因為懷著自己與阿德里安的雙胞胎孩子，她為了保護好孩子才會不得不做出背叛家人的私自行為，面對所有姊妹們的犧牲才終於覺得自己的做法是錯誤的，最終星期一在臨終前要星期四保護好她的孩子們後就傷重身亡。之後一胎化與超額小孩冷凍休眠法案被廢止，也讓卡曼因此被逮捕而被判處死刑，之後阿德里安與改名為泰莉的星期二和沿用凱倫為名的星期四，正看著培養槽中星期一所遺留的雙胞胎孩子。

## 演員
| 角色                              | 年齡 | 演員                                                            | 備註 |
| --------------------------------- | ---- | --------------------------------------------------------------- | ---- |
| 凱倫·賽特曼（Karen Settman）      | 37   | 歐蜜·瑞佩斯（Noomi Rapace） 克拉拉·瑞德（Clara Read，年幼時期） |      |
| 星期一（Monday）                  | 37   | 歐蜜·瑞佩斯（Noomi Rapace） 克拉拉·瑞德（Clara Read，年幼時期） |      |
| 星期二（Tuesday）                 | 37   | 歐蜜·瑞佩斯（Noomi Rapace） 克拉拉·瑞德（Clara Read，年幼時期） |      |
| 星期三（Wednesday）               | 37   | 歐蜜·瑞佩斯（Noomi Rapace） 克拉拉·瑞德（Clara Read，年幼時期） |      |
| 星期四（Thursday）                | 37   | 歐蜜·瑞佩斯（Noomi Rapace） 克拉拉·瑞德（Clara Read，年幼時期） |      |
| 星期五（Friday）                  | 37   | 歐蜜·瑞佩斯（Noomi Rapace） 克拉拉·瑞德（Clara Read，年幼時期） |      |
| 星期六（Saturday）                | 37   | 歐蜜·瑞佩斯（Noomi Rapace） 克拉拉·瑞德（Clara Read，年幼時期） |      |
| 星期日（Sunday）                  | 37   | 歐蜜·瑞佩斯（Noomi Rapace） 克拉拉·瑞德（Clara Read，年幼時期） |      |
| 泰倫斯·賽特曼（Terrence Settman） | 62   | 威廉·達佛（Willem Dafoe）                                       |      |
| 妮可萊特·凱曼（Nicolette Cayman） | 70   | 葛倫·克蘿絲（Glenn Close）                                      |      |
| 阿德里安·諾爾斯（Adrian Knowles） | 34   | 馬文·坎薩林（Marwan Kenzari）                                   |      |
| 傑瑞（Jerry）                     | 36   | 帕爾·斯維爾·哈根（Pål Sverre Hagen）                            |      |
| 埃迪（Eddie）                     | 33   | 托米瓦·埃敦（Adetomiwa Edun）                                   |      |
| Enforcer #3                       | 42   | 史帝·佛洛迪·韓利克森（Stig Frode Henriksen）                    |      |
| Infomercial Processor             | 39   | 桑地亞哥·卡布瑞拉（Santiago Cabrera）                           |      |
| 查爾斯·班寧（Charles Benning）    | 87   | 勞勃·韋納（Robert Wagner）                                      |      |

## 製作
電影主要於羅馬尼亞拍攝，約進行了94天。早於2011年，摩頓·帝敦本作為該片的導演，但他最後還是仍選擇了《模仿遊戲》（2014年）作為自己的下一部作品。

## 發行
2015年5月，法國片商SND取得《獵殺星期一》的全球銷售權。2016年9月，Netflix獲得在美國的發行權，定於2017年8月18日發行。

### 反響
《獵殺星期一》獲得了褒貶不一的評價。爛番茄根據18條評論，該片持有61%的新鮮度，平均得分為5.8／10。《綜藝》的潔西卡·基昂認為，儘管電影的劇情有很多漏洞，且瑞佩斯的角色塑造不佳，但《獵殺星期一》卻有可能成為一部邪典電影。

## 外部連結
- 互联网电影数据库（IMDb）上《獵殺星期一》的资料（英文）